# Erateina subviridis
Erateina subviridis là một loài bướm đêm trong họ Geometridae.